# Artelida
Artelida is een kevergeslacht uit de familie van de boktorren (Cerambycidae). De wetenschappelijke naam van het geslacht werd voor het eerst geldig gepubliceerd in 1864 door Thomson.

## Soorten
Artelida omvat de volgende soorten:
- Artelida asperata Waterhouse, 1880
- Artelida aurosericea Waterhouse, 1882
- Artelida bifida Villiers, Quentin & Vives, 2011
- Artelida castanea Villiers, Quentin & Vives, 2011
- Artelida crinipes Thomson, 1864
- Artelida cuprea Villiers, Quentin & Vives, 2011
- Artelida diversitarsis Fairmaire, 1902
- Artelida holoxantha Fairmaire, 1902
- Artelida insularis Villiers, Quentin & Vives, 2011
- Artelida lokobensis Villiers, Quentin & Vives, 2011
- Artelida longicollis Villiers, Quentin & Vives, 2011
- Artelida pernobilis Poll, 1890
- Artelida triangularis Villiers, Quentin & Vives, 2011
- Artelida villosimana Fairmaire, 1903